# Gunnar Sundell
Gunnar Robert Sundell, född 11 oktober 1903 i Köping, död 7 december 1990 i Kungsholms församling i Stockholm, var en svensk tidningsman och författare.
Gunnar Sundell var son till gjuterichef Eric Wilhelm Sundell och Mathilda, född Eriksson. Han kom tidigt till Västerås, där han växte upp och avlade studentexamen 1922 och därefter blev medarbetare i Vestmanlands Läns Tidning. Åren 1923–1925 studerade han vid Stockholms högskola. Han gifte sig 1932 med Ia Sandell (1904–1985), dotter till godsägaren Arvid Bernhard Sandell (1871–1930) och Maria Lovisa "Vivi," född Jönsson, från Näs gård utanför Västerås.
Sommaren 1925 blev han medarbetare i Stockholms-Tidningen. Sundell blev redaktionssekreterare där 1936, redaktionschef 1945, och ansvarig utgivare 1956–1958. Åren 1956–1960 var han också tidningens andre redaktör samt satt i Stockholms-Tidningens och Aftonbladets företagsledning 1961–1966.
Gunnar Sundell satt också i styrelsen i Tidningarnas Telegrambyrå (TT), i Sveriges pressmuseum, och i Publicistklubben, 1958–1960. Han var ordförande i Publicistklubbens stipendieorgan Hiertanämnd, 1958–1966.
Vid sidan av sitt redaktionella arbete recenserade han böcker i ämnen som intresserade honom särskilt, till exempel presshistoria och kulturella förhållanden i Irland, Skottland och Italien. Bland annat skrev han i Stockholms-Tidningen en anmälan om det stora verket San Giovenale, svensk forskning i Etrurien (1960). Han medverkade 1944 i minnesskriften En bok om Gunnar Mascoll Silverstolpe och skrev 1959 Stockholm-Tidningens historia i boken Ord och Öden i ett Tidningshus.  
Sundell hade länge varit intresserad av Fredrika Bremer. År 1970 fick han ett resestipendium till USA av Västerås stads kulturnämnd samt Konung Gustav Adolfs 80-årsfond för svensk kultur, båda med syftet att studera bakgrunden till Fredrika Bremers amerikaskildringar i boken Hemmen i den nya verlden (1853–1854). Gunnar Sundell hann inte slutredigera sin sista bok Med Fredrika Bremer i Amerika. När han avled överlämnades manuskriptet till Årstasällskapet för Fredrika Bremer-studier, vars medlem han varit från dess början. Boken gavs ut postumt år 1993.
Gunnar Sundell är begravd på Östra kyrkogården i Västerås.